# فرار از خدمت
در اصطلاح‌شناسی نظامی، فرار یا فرار از خدمت، به رها کردن خدمت نظامی یا فرار کردن از پادگان بدون اجازه (مرخصی، ترخیص از خدمت) و بدون عذر موجه، گفته می‌شود و معمولاً با هدف عدم مراجعت مجدد به خدمت انجام می‌شود. این اصطلاح در مقابل غیبت یا نهست قرار می‌گیرد که به ترک خدمت موقت و کمتر از مدت زمانی خاص (در ایران بسته به شرایط بین ۵ روز تا ۶۰ روز)، گفته می‌شود.

## در قانون
بر اساس قانون جرائم نیروهای مسلح ایران کلیه کارکنان نیروهای مسلح (ثابت، رسمی، پیمانی، وظیفه و …) هر گاه در زمان صلح، بیش از پانزده روز غیبت متوالی داشته و عذر موجهی نداشته باشند فراری محسوب می‌شوند. این مدت زمان در هنگام جنگ، درگیری‌های مسلحانه و آماده‌باش رزمی پنج روز است. این بازه‌های زمانی در مورد سربازان وظیفه‌ای که دوره ذخیره یا احتیاط خود را می‌گذرانند و برای بسیج عمومی احضار می‌شوند هم نافذ است.
مجازات فرار از خدمت بعد از دستگیری برای کارکنان ثابت حبس یا تنزیل درجه (اضافه خدمت برای سرباز وظیفه) است و در صورت معرفی شخص در مجازات تخفیف داده می‌شود.
طبق ماده ۵۹ قانون مجازات جرایم نیروهای مسلح؛ مجازات سرباز فراری، حبس از ۳ماه تا ۱ سال یا ۳ ماه تا ۱ سال اضافه خدمت خواهد بود. اما چنانچه شخص در زمان صلح خود را معرفی کرده باشد به این صورت با او برخورد خواهد شد، در زمانی که شخص خاطی در مدت زمان ۶۰ روز خود را به یگان خود معرفی کند، پرونده وی به دادسرا نظامی ارجاع داده نمی‌شود و تنها به ازای هر روز غیبت، ۲ روز اضافه خدمت خواهد خورد این اضافه خدمت بیشتر از ۳ ماه نخواهد شد اما در زمانی که سرباز وظیفه در گذشته سابقه فرار از خدمت هم داشته و باز هم مرتکب این عمل شده‌است توسط قانون‌گذار به حبس از ۲ تا ۶ ماه محکوم می‌گردد.

### عذر موجه
منظور از عذر موجه در این قانون عبارت است از:
1. بیماری مانع از حضور
2. فوت همسر، پدر، مادر، برادر، خواهر و اولاد یا بیماری سخت یکی از آنان
3. ابتلا به حوادث بزرگ مانند حریق، سیل و زلزله
4. در توقیف یا حبس بودن[۳]

### تخفیف ماده ۶۰
کارکنان وظیفه فراری در زمان صلح هرگاه شخصاً خود را معرفی و مشغول خدمت شوند چنانچه برای اولین بار مرتکب فرار از خدمت شده و ظرف مدت شصت روز از شروع غیبت مراجعت نمایند بدون ارجاع پرونده به مرجع قضائی در مقابل هر روز غیبت و فرار، دو روز به خدمت دوره ضرورت آنان افزوده می‌شود که این اضافه خدمت بیش از سه ماه نخواهد بود.
در سال ۱۳۹۲ هرگونه بخشش برای افرادی که از سربازی فرار کرده‌اند لغو شد و دلیل آن مشوق بودن برای افزایش سرباز فراری‌ها اعلام شد. طبق این تصمیم، تمامی افراد ذکور که به خدمت سربازی نرفته‌اند تا پایان ۵۰ سالگی همچنان در شمول خدمت وظیفه هستند. هرچند تسهیلاتی برای آنان در نظر گرفته شد تا در محل سکونت خدمت سربازی خود را انجام دهند.

### خرید با هشت سال غیبت
طبق قانونی که از سال ۱۳۹۴ اجرا شد، سربازانی که بیش از ۸ سال غیبت داشته‌اند می‌توانند با پرداخت جریمه معاف شوند. این قانون مشمول سربازانی که بیش از ۸ سال فراری بوده‌اند هم می‌شود. (این قانون تا پایان سال ۱۳۹۷ اجرا شد و در حال حاضر متوقف شده‌است)

## در ایران
فرار از خدمت شایع‌ترین جرم در نیروهای مسلح ایران است. از مهم‌ترین دلایل آن عبارتند از: بی‌توجهی در یگان، مشکل معیشتی و اقتصادی، بی عدالتی در رفتار، فشارهای غیر منطقی در یگان‌ها، عدم آگاهی از ضوابط و مقررات و پایین بودن هزینه جرم برای سربازان فراری.
طبق اعلام ناجا تا سال ۱۳۹۵، ۱٫۵ میلیون سرباز فراری شناسایی شده‌است.در ابتدا برای مراحل دستگیری سرباز فراری، کلانتری محل سکونت مشمول وارد عمل می‌شود. در این شرایط برگه اخطار توسط مأمور کلانتری به در منزل سرباز فراری فرستاده خواهد شد.
سپس اگر سرباز فراری بعد از دریافت برگه اخطار، خود را به یگان خدمتی معرفی ننماید، عملیات دستگیری صورت می‌گیرد.
در نهایت نیروهای پلیس و کلانتری برای جلب سرباز فراری به محل مخفی شدن او رفته و وی را دستگیر می‌کنند. پس از آن، پرونده سرباز فراری تشکیل و به دادگاه نظامی فرستاده می‌شود. نظامیان فراری و غایبان بر عهدهٔ دژبان و نیروی انتظامی ومی‌باشد